# Banff Springs Hotel
El Fairmont Banff Springs, comúnmente conocido como el Banff Springs Hotel, es un hotel histórico ubicado en Banff, Alberta, Canadá. Toda la ciudad, incluido el hotel, está situada en el parque nacional Banff, un parque nacional administrado por Parks Canada. El hotel da a un valle hacia el Monte Rundle, ambos ubicados dentro de la cordillera de las Montañas Rocosas. El hotel se encuentra a una altitud de 1.414 metros (4.639 pies).
El hotel abrió sus puertas en 1888 por el Canadian Pacific Railway, como uno de los primeros grandes hoteles de ferrocarril de Canadá. La propiedad del hotel ha experimentado varias etapas de crecimiento y reurbanización. La estructura original del hotel fue diseñada por Bruce Price, con otra estructura completada en 1914. En 1926, un incendio destruyó la estructura original en la propiedad del hotel, aunque una estructura de reemplazo se completó más tarde en 1928. El edificio fue designado como Sitio Histórico Nacional de Canadá en 1988. La propiedad del hotel actualmente es administrada por Fairmont Hotels and Resorts.

## Localización

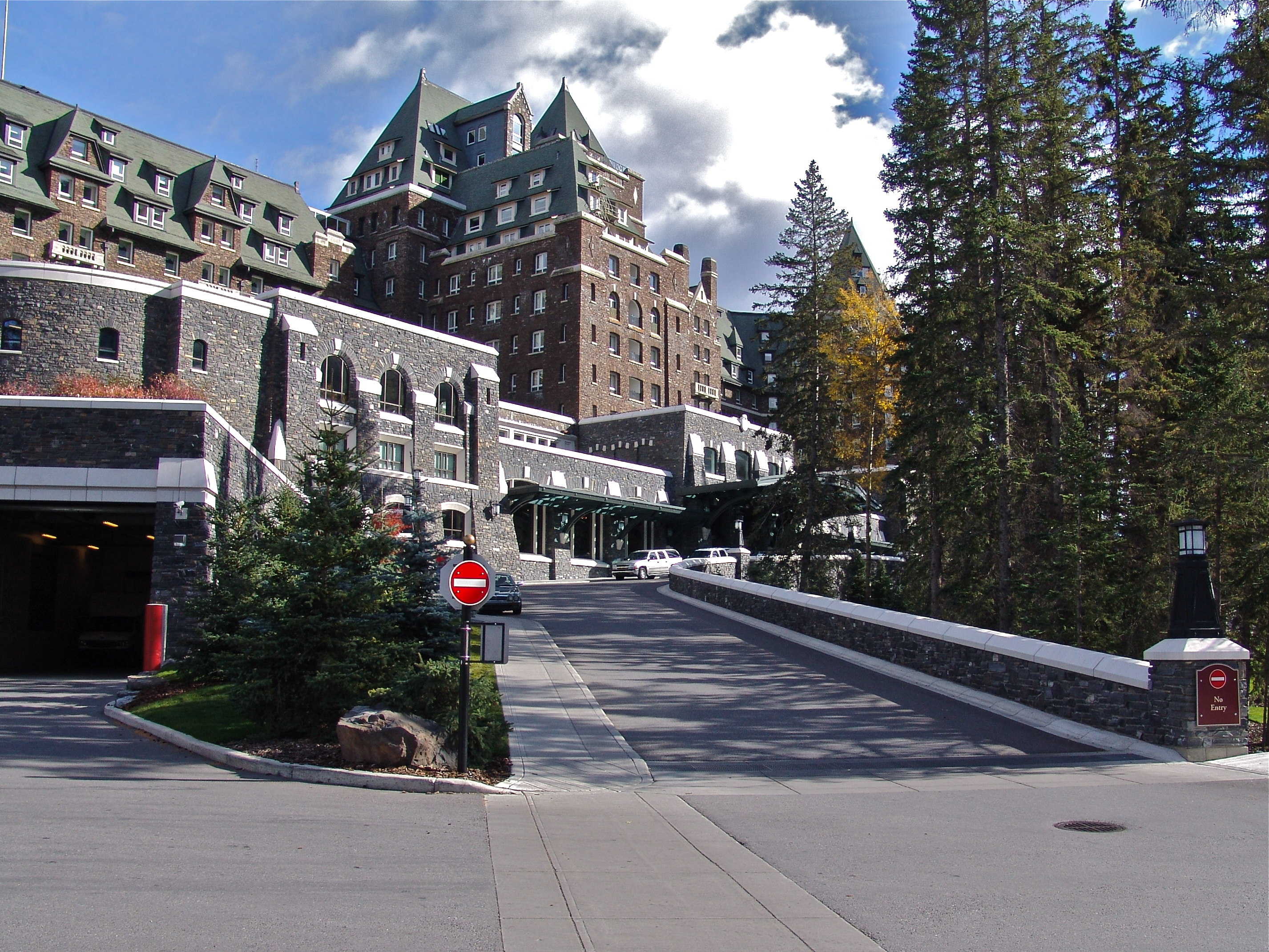
Banff Springs Hotel

El hotel Banff Springs se encuentra en 405 Spray Avenue, cerca del límite sur de Banff, una ciudad turística dentro del parque nacional Banff. La propiedad del hotel está delimitada por carreteras y canales naturales. Dos caminos unían el hotel hacia el norte, Bow River Avenue y Rundle River Avenue, mientras que Spray Avenue limita el hotel desde el oeste. Al este, la propiedad del hotel está delimitada por el río Spray. El río sirve como afluente del río Bow, una vía fluvial al norte de la propiedad del hotel. La propiedad del hotel se encuentra cerca de la confluencia de los dos ríos.
La ciudad de Banff se encuentra dentro de la cordillera de las Montañas Rocosas, situada a 1.414 metros (4.639 pies) sobre el nivel del mar. La comunidad en sí está construida alrededor de Tunnel Mountain. La propiedad del hotel mira hacia el valle hacia el Monte Rundle. Otros picos de montaña ubicados cerca del hotel incluyen Cascade Mountain, Mount Norquay, Stoney Squaw Mountain y Sulphur Mountain. Dada su ubicación dentro de un parque nacional, el hotel se encuentra cerca de una serie de atracciones y lugares de interés natural. Al norte del hotel en el río Bow se encuentra Bow Falls. Banff Upper Hot Springs es una fuente termal desarrollada comercialmente ubicada al sur del hotel.

## Historia
El edificio original tenía forma de H e incluía una sala central octogonal, con un ala adicional que se extendía desde allí hacia el río Bow. El edificio estaba revestido de tejas con detalles en piedra. Las verandas escalonadas estaban situadas al final de cada ala. La estructura de 1888 costó 250,000 dólares y un error cometido por el constructor cambió la orientación prevista del edificio, dándole la espalda a la vista de la montaña. Este edificio incluía más de 100 habitaciones, centrados en una rotonda octogonal de cinco pisos. Una adición en 1902 amplió y renovó el edificio, agregando más de 200 habitaciones.
En 1926, después de un incendio en 1926 que destruyó el edificio original diseñado por Price, se agregaron dos alas sustanciales. Las dos nuevas alas se completaron y abrieron en 1928.
El monarca británico Jorge VI y la reina Isabel visitaron el hotel durante su gira real por Canadá en 1939. De 1942 a 1945, el hotel fue cerrado en un esfuerzo por liberar mano de obra para la guerra.
En 1968, el edificio se sometió a un proceso de preparación para el invierno, lo que permitió que el hotel funcionara todo el año. El hotel pasó por varias renovaciones durante la segunda mitad del siglo XX, incluida una en 1971 y otra en preparación para los Juegos Olímpicos de Invierno de 1988.
En 2001, Canadian Pacific Hotels, la división hotelera de Canadian Pacific Railway, se reorganizó como Fairmont Hotels and Resorts, adoptando el nombre de una empresa estadounidense que había comprado en 1999. El nombre del hotel se cambió a Fairmont Banff Springs como parte de este esfuerzo de cambio de marca. En 2006, siete hoteles Fairmont, incluido Banff Springs, se vendieron a Oxford Properties, una empresa propiedad del Sistema de jubilación de empleados municipales de Ontario.